# 南海ウイングバス南部岸和田営業所
南海ウイングバス南部岸和田営業所（なんかいウイングバスなんぶきしわだえいぎょうしょ）は、大阪府岸和田市内畑町にあった南海ウイングバス南部の営業所である。最寄停留所は白原車庫。

## 概要
南海本線岸和田駅付近の高架化以前は岸和田駅西出口の北側（岸和田市宮本町）に存在した。高架化および駅前広場整備に伴い岸和田駅東出口の北側（岸和田市別所町）に移転したが、2010年12月より旧・岸和田営業所白原車庫と統合し、旧・白原車庫である現在地に移転。それに伴うダイヤ改正や停留所名変更は行われなかった。
2015年12月5日に本社営業所と統合され、廃止された。
統合後も白原車庫として引き続き使用されているほか、熊野御坊南海バスの大阪営業所（貸切バス車庫）も同じ場所に設置している。

## 沿革
古くから岸和田駅前に営業所が存在していた。
- 1969年8月9日：ワンマンバス専用の車庫として白原車庫を新設[1]。
- 1996年2月7日：岸和田駅前（東口）ロータリーが完成。従来の西口発着から東口発着に変更する[5]。
- 2001年10月1日：南海電鉄から南海バスに移管される。
- 2003年：南海バスから南海ウイングバス南部に移管される[6][7]。
- 2010年12月1日：所在地を白原車庫に移転[2]。旧・岸和田営業所は一部が葬儀会館「ティア岸和田」となり、残りは引き続き使用されている。
- 2015年12月5日：廃止。営業所機能は本社営業所に統合[3]。旧・白原車庫は引き続き使用されている。

## 運行路線
以下の路線データは廃止された2015年12月4日時点のものである。

### 一般路線
一部東岸和田駅前、和泉中央駅からも発着するが、大半は岸和田駅前から発着する。東ヶ丘線は岸和田市東ヶ丘町内において上下線共に同方向の外回り循環経路をとるため、上下線で系統が異なる。また、同線は和泉市に跨っている。
2014年4月12日より、バス停留所名に番号表示及び車内放送に番号案内を実施している。

#### 牛滝線
- 11系統：岸和田駅前 - 岸和田警察署前 - 新市民病院前[注釈 1] - 久米田 - 内畑 - 牛滝山
- 13系統：岸和田駅前 - 岸和田警察署前 - 新市民病院前 - 久米田 - 内畑 - 白原車庫

停留所・車内放送　番号案内表記「U」

#### 葛城線
岸和田駅前から天神山町、白原車庫、塔原へ放射状に路線が伸びていた。営業所廃止後の2017年4月に天神山を循環する系統が新設された。
また、東岸和田駅前ターミナルへ乗り入れるのは55系統のみで、ほとんどの系統は大阪府道39号沿いの「東岸和田」停留所を経由していた。営業所廃止後の2019年9月28日改正で、東岸和田駅前ターミナルの本格運用開始を受け東岸和田停留所を廃止し、全便が東岸和田駅前へ乗り入れるようになった。それに伴い、天神山止めのバスの設定がなくなった。
- 河合方面への系統
  - 0系統：河合 - 塔原
    - 平日の通学時間帯のみ。路線図には掲載されていない。

  - 41系統：岸和田駅前 - 岸和田警察署前 - 東岸和田 - 土生 - 河合 - 塔原(朝夕のみ)
  - 42系統：岸和田駅前 - 泉南府民センター - 東岸和田 - 土生 - 河合 - 塔原(9 - 16時台のみ)
  - 43系統：岸和田駅前 - 岸和田警察署前 - 東岸和田 - 土生 - 河合 - 白原車庫(朝夕のみ)
  - 44系統： 岸和田駅前 - 泉南府民センター - 東岸和田 - 土生 - 葛城町 - 河合 - 白原車庫(9 - 16時台のみ)
- 天神山町方面への系統
  - 51系統：岸和田駅前 - 岸和田警察署前 - 東岸和田 - 畑町 - 天神山町3丁目
  - 53系統：岸和田駅前 - 岸和田警察署前 - 東岸和田 - 流木 - 天神山町3丁目
  - 55系統：東岸和田駅前 - 流木 - 天神山町3丁目

停留所・車内放送　番号案内表記「K」

#### 東ヶ丘線
かつては東ヶ丘町止まりだったが、2005年4月より和泉中央駅まで延伸した。また、2009年4月1日より67系統、68系統が新設された。
東ヶ丘地区は一方循環（時計回り）運行となっている。
久米田駅前の停留所は、市民病院前経由（65・66系統）の便のみ大阪和泉泉南線の久米田駅前交差点付近の停留所に停車するほかは、大町交差点を海側に入った阪和線久米田駅の天王寺側の踏切付近の停留所に停車する。
市民病院前を経由しないバスは、日中は、裁判所前交差点（中央公園前停留所そば）を海側へ入ったところにある徳洲会病院停留所に停車する。
- 東ヶ丘町始発・終着の便
  - 31系統：東ヶ丘町→久米田駅前→荒木町→中央公園前→和泉大宮駅前→岸和田駅前
  - 67系統：東ヶ丘東→東ヶ丘町→和泉中央駅(平日の朝のみ)
  - 68系統：和泉中央駅→東ヶ丘東→東ヶ丘町(平日の夕方以降のみ)

- 岸和田駅前行き
  - 62系統：和泉中央駅→東ヶ丘東→東ヶ丘町→久米田駅前→荒木町→中央公園前→和泉大宮駅前→岸和田駅前
  - 64系統：和泉中央駅→東ヶ丘東→東ヶ丘町→久米田駅前→荒木町→徳洲会病院→中央公園前→和泉大宮駅前→岸和田駅前
  - 66系統：和泉中央駅→東ヶ丘東→東ヶ丘町→久米田駅前→新市民病院前→和泉大宮駅前→岸和田駅前(平日のみ運行)

- 和泉中央駅行き
  - 61系統：岸和田駅前→和泉大宮駅前→中央公園前→荒木町→久米田駅前→東ヶ丘東→東ヶ丘町→和泉中央駅
  - 63系統：岸和田駅前→和泉大宮駅前→中央公園前→徳洲会病院→荒木町→久米田駅前→東ヶ丘東→東ヶ丘町→和泉中央駅
  - 65系統：岸和田駅前→和泉大宮駅前→新市民病院前→久米田駅前→東ヶ丘東→東ヶ丘町→和泉中央駅(平日のみ運行)

停留所・車内放送　番号案内表記「H」

#### 福田線
沿線に近畿職業能力開発大学校があり、同校の学生や職員の輸送を担っている。
- 23系統：岸和田駅前 - 岸和田警察署前 - 下松駅前 - 道の駅愛彩ランド(朝・夕方以降の運行)
- 22系統：岸和田駅前 - 和泉大宮駅前 - 下松駅前 - 道の駅愛彩ランド(日中のみ運行)

停留所・車内放送　番号案内表記「F」

### その他の路線
岸和田市および和泉市の地域巡回バス運行支援を行っている。

#### オレンジバス（和泉市横山地区にて運行）
南海バス天野山線・父鬼線の槙尾中学校前を起点として運行されている。運行開始時は100系ハイエース、営業所廃止時は200系ハイエースでの運行となっている。
- 西ルート

坪井町・九鬼町などをまわる。運賃は100円。
- 東ルート

仏並町・小野田町・南面利町などをまわる。運賃は100円。
- 槙尾山ルート

廃止された南海バス光明池営業所34系統（泉大津駅前 - 和泉中央駅 - 槙尾山口 - 槙尾山）の代替交通手段となっている。運賃は300円。なお、槙尾山口 - 槙尾山間はフリー乗降区間となっている。

## 廃止路線

### 牛滝線
- 12系統：岸和田駅前 - 岸和田警察署前 - 新市民病院前 - 久米田 - 内畑 - 山口
- 14系統：岸和田駅前 - 和泉大宮駅前 - 久米田 - 内畑 - 牛滝山

### 東ヶ丘線
- 32系統：岸和田駅前 - 和泉大宮駅前 - 久米田高校前 - 久米田駅前 - 東ヶ丘町

### 葛城線
- 不明：岸和田駅前 - 東岸和田 - 土生 - 阿間ヶ滝[注釈 2]

1999年5月10日廃止。
- 52系統：岸和田駅前 - 泉南府民センター - 東岸和田 - 畑町 - 天神山町3丁目
- 54系統：岸和田駅前 - 泉南府民センター - 東岸和田 - 流木 - 天神山町3丁目

2009年4月1日廃止。

## 車両
大型車は日野製、中型車は日野製・三菱ふそう製、小型車は日野製がそれぞれ在籍している。また、レインボーRJとエアロミディMKの一部を除いて全てワンステップバスもしくはノンステップバスである、
- 日野・ブルーリボンシティ
- 日野・レインボーRJ
- 日野・レインボーII（1台のみ在籍）
- 三菱ふそう・エアロミディMK
- 日野・レインボーHR（ローズバス用が在籍、ポンチョに置き換え予定）
- 日野・ポンチョ（ローズバス用が在籍）